# 中西健治
中西 健治（なかにし けんじ、1964年〈昭和39年〉1月4日 - ）は、日本の政治家。自由民主党所属の衆議院議員（2期）。
参議院財政金融委員長、みんなの党政策調査会長、自由民主党法務部会長、財務副大臣、参議院議員（2期）などを歴任。

## 来歴
東京都出身。武蔵高等学校卒業。東京大学文科Ⅰ類入学。専門課程では法学部へ進学。在学中は外交官に興味を持ち、憲法や国際法などを学んでいた。
1988年3月、東京大学法学部卒業。同年4月、JPモルガン証券会社に就職。2006年6月、同社取締役副社長に就任。
2009年7月、JPモルガン証券会社を退職。横浜市内で実弟が経営する環境コンサルティング会社の顧問となる。この頃、民主党を7月24日に除籍された浅尾慶一郎参議院議員が衆議院神奈川4区からの立候補を目指していた。東大法学部時代の同級生だった中西は、7月中旬から浅尾の事務所で手伝いを始めた。7月28日、中田宏横浜市長が任期途中での辞職を表明。8月6日、自由民主党横浜市連は、中田の辞職に伴う横浜市長選挙に中西を擁立する方針を発表。8月11日、中西は、自民党横浜市連の佐藤茂幹事長に対し「無所属で立候補する。推薦は受けられない」と伝えた。市長選は衆院選と同日の8月30日に執行。自民党横浜市連や公明党の支援を受けたが、民主党の推薦と国民新党の支持を受けた林文子に敗れ落選した。
2010年7月、第22回参議院議員通常選挙にみんなの党公認で神奈川県選挙区（定数3）から立候補。788,729票を獲得し得票数2位で初当選。
2014年4月、みんなの党政策調査会長に起用された。同年11月みんなの党が解党、無所属となる。みんなの党解党後は参議院会派無所属クラブに所属。また、元みんなの党代表の浅尾慶一郎が地域政党（政治団体）神奈川みんなの改革を立ち上げるとこれに参加し、代表代行を務めた。
2016年1月、第24回参議院議員通常選挙に無所属ながら自民党の推薦を受けての立候補が内定したが、自民党神奈川県連は中西の推薦に反発し、神奈川県選挙区では自民党公認候補である三原じゅん子のみを支援する方針を示した。
2016年7月、第24回参議院議員通常選挙に神奈川県選挙区（改選数4）から立候補し、無所属（自民党推薦）ながら安倍晋三首相や麻生派所属の国会議員の支援を受け得票数4位で再選された。当選後、自民党から追加公認を受ける。10月25日参院選で支援を受けた麻生太郎が会長を務める為公会（現　志公会）に入会した。
2017年8月、自由民主党法務部会長に就任。
2018年10月、参議院財政金融委員長に就任。
2019年10月、自由民主党副幹事長、参議院財政金融委員会筆頭理事に就任。
2020年7月、外国人労働者等特別委員会「金融人材等の高度人材受入れプロジェクトチーム」座長に就任。
2020年9月、菅義偉内閣で財務副大臣（税制、国際金融の担当）に就任。
2021年7月、小此木八郎が横浜市長選挙に立候補するため、衆議院議員を辞職。同年7月31日、自民党神奈川県連は総務会を開き、小此木の後継として、中西を次期衆院選神奈川3区（鶴見区、神奈川区）支部長とする方針を決めた。8月3日、同支部長に就任。横浜市長選挙では小此木の街頭活動に張り付き、自らマイクを握って支援を訴えた。
同年10月6日、衆議院議員選挙立候補準備のため、山東昭子参議院議長宛に議員辞職願を提出した。8日の参議院本会議で辞職が許可された。
同年10月31日、第49回衆議院議員総選挙に自由民主党の公認を受け神奈川3区から立候補。11万9199票を獲得し、次点の小林丈人（6万8457票・立憲民主党）に比例復活を許さない大差をつけて当選した
2022年8月31日　自由民主党財務金融部会長に就任。新NISAの大幅拡充の中心的役割を担った
2024年10月27日、第50回衆議院議員総選挙に自由民主党公認候補として神奈川3区から立候補。自公与党が過半数割れとなる逆風の中で9万2125票を獲得。次点の中村武人（7万1464票・立憲民主党）に比例復活を許さない大差で当選。

### 受賞歴
- 特定非営利活動法人「万年野党」が主催する「国会議員三ツ星データブック」において、三ツ星議員に4度選出された[36]。
- 政策監視会議（現特定非営利活動法人「万年野党」）が平成25年7月に行った国会議員質問力評価（国会議員の通信簿）において、全参議院議員242名中第1位に選出された[37]。

## 政策・主張

### 外国人旅行者の消費税免税措置の廃止を提言
- 外国人旅行者の消費税免税は国際ルールではない

中西健治委員「外国人の国内での消費額5兆3000億円に対して、1兆6000億円に近い金額が免税で販売されている。その金額の約10％が消費税免税ということになるので1600億円を返している。外国人旅行者に対して消費税をかけない、還付するというのは、国際的なルールなのか、若しくは何らかの租税協定に基づくものなのか？」
斉藤財務副大臣「外国人旅行者向け免税制度につきましては、条約等でその導入が義務づけられているわけではございません」
- おかしな買い物客

中西健治委員「１億円以上の買い物客が690人。金額が2300億円。一人に直して3億円以上購入。これは実需とは思えない。国内での不正転売である」
- 免税のために投資？

中西健治委員「不正、消費税を払わないで国内で転売するという不正が横行しているので、今回、システム対応、今までのやり方を変えて、デパートで免税するのではなくて、空港で確認した上で還付するという方式に改めるということですが、航空会社などと話すと大変心配しています。これは、結局、長蛇の列ができるんでしょう、そして飛行機に乗り遅れる、そんなことが起こるんじゃないのと。そうしたら、日本は税金を返してあげようとしているのに、買物袋を提げた人たちに日本政府が罵られる、悪態をつかれる、こういうことが目に見えているのではないかとも思うので、私はもう、そんなシステム対応をしてお金をかけて還付するということよりも根こそぎやめるべきではないかというふうに考えています」（2024年12月18日：衆議院財務金融委員会)
- 訪日外国人に対する消費税免税措置の見直しを

中西健治議員「最後に、この場をおかりして、改めて、外国人旅行者の消費税免税措置の廃止についてお伺いします。昨年12月の財務金融委員会においてこの問題を提起し、ＳＮＳにも投稿したところ、Ｘ、旧ツイッターだけで98万人もの閲覧があり、大量のコメントがほとんど賛成というものでありました。さらに、予算委員会や一昨日の財務金融委員会では、野党の委員からも全く同じ趣旨の質疑が行われており、この提言に対しては与野党を問わず賛成する方が多いと承知しております。
2023年の免税購入額は1兆5855億円でした。昨年は恐らく2兆円を大きく超えており、したがって、免税額もその10％分に当たる2000億円超と推計されています。また、全国の免税店は約6万店となっています。
　したがって、影響が極めて大きいことを踏まえて、当事者の皆さんの声をよくお聞きしながら、例えば、日本のよさを知ってもらうために、海外のブランド品を除外し、国産品だけを免税の対象とするなどといったことも含めて、議論を前に進めていくべきではないでしょうか。本件について、改めて財務大臣にお伺いします。
　本法案の審議を通じて、あるべき税制の実現に向けて真摯な議論が重ねられていくことを祈念し、私の質問を終了いたします」（2025年2月14日：衆議院本会議）

### 賃上げ
- 「賃上げなし」には「説明責任あり」

「内部留保は会計上の概念であり、現金が溜まっているというわけではない。賃上げに回すべきだとか、内部留保に課税して吐き出させるべきだという議論は間違い。しかし、その現預金は5年で32兆円も増えている。労働需給がタイトになり非正規労働者の時給は上がっているが、正社員の賃金上昇はごくわずかである。今年メガバンクの労働組合が賃上げ要求を見送った。労働側までデフレマインドにとりつかれている。IMFの『賃上げをしなければ懲罰的な課税』とまではいかないにしても『説明責任を負う』という提言は一考に値するのではないか」（2016年  3月22日：参議院財政金融委員会）
- 賃上げはもはや「企業の社会的責任」

「過去最高益を上げる企業が続出しているにもかかわらず、デフレマインドに憑りつかれた経営者が賃金に反映させていないのは問題である」「自由主義社会において政府は私企業に口をはさめないが、『企業の社会的責任としての賃上げ』を求めるべき段階に来ている」（2016年11月10日：参議院財政金融委員会）
- 働き方改革で手取りが減るのはおかしい：生産性向上分は従業員に還元

「世界的に労働分配率が低下しているが、日本の場合『低下傾向』だけではなく『水準』そのものが低い」「働き方改革で残業時間が減ったら手取りが減るというのはおかしい」「生産性向上分をきちんと従業員に還元させるために所得拡大促進税制を拡充すべき」（2017年  4月13日：参議院財政金融委員会）
- 従業員担当の取締役を：「コーポレートガバナンス・コード」

「スチュワードシップ・コードやコーポレートガバナンス・コードの導入によって、株主の声が経営者に強く届くようになり配当は7年で倍増した。しかし従業員の声を届ける仕組みが欠けているため、賃金が上がっていない。コーポレートガバナンス・コードの中に、『従業員との対話を担当し、他の一般の業務を執行しない取締役を置く』などといった文言を入れて、ステークホルダーとしての従業員の権利を明示すべき」（2019年11月  7日：参議院財政金融委員会）
これに対し麻生金融担当大臣から「野党の方が長かったから、今みたいな意見が出るのかなと思いながら聞いていないわけじゃないが（中略）一つのアイデアとしては参考になり得る御意見だと思う」との答弁あり。

### 顧客本位の営業
- プロ向けファンドも不招請勧誘の禁止を

「プロ向けファンド規制の改正案の方向性自体には賛成。しかし、49人という上限は販売先の数であり『勧誘先』ではない。何百人でも勧誘できる。投資経験のない地方在住の高齢者を中心に数百人が被害を受けている。したがって今回の改正に、相手方の同意を得ずに勧誘する『不招請勧誘』の禁止が定められていないのは遺憾である。外国為替証拠金取引（FX取引）においては、相談件数（苦情件数）が増加してきたため不招請勧誘を禁止したところ、相談件数は激減する一方、口座数は増えたというデータが出ている（資料を提示）。このデータは、規制したからといって直ちに販売ができなくなるわけではなく、むしろ業者の努力次第で伸びることを示唆している。規制緩和は重要だが健全な市場環境を保つためにの最低限の規律は必要である」（2015年  5月26日：参議院財政金融委員会）
- 銀行窓販の保険手数料開示

「投信手数料は開示が義務付けられているが、運用商品に似た保険（特定保険契約）の手数料は開示されていない。その特定保険契約が、銀行の販売する保険の8割を占めている。その理由は９％などという高率の手数料ではないか。変額保険や外貨建ての保険など『元本割れリスクがある』『投資性が強い』商品の手数料は開示すべき」（2016年  5月24日：参議院財政金融委員会）
＊「保険窓販の手数料、10月から60行が開示」（2016年9月：日本経済新聞）
- 保険ショップ問題：保険手数料100％？！ [51]

「力をつけた保険ショップが、保険会社に手数料競争をさせている。保険手数料率100％つまり1年分の保険料が丸々手数料となるような保険を保険ショップが優先的に売っている」「規模の大きな保険ショップは、金融庁が直接監督すべき」（2016年11月24日：参議院財政金融委員会）
＊「朗報！保険の手数料開示が進むかもしれない」（2017年：週刊東洋経済）
「保険ショップ 販売適正に」（2020年：日本経済新聞）
- 高金利定期と投信の抱き合わせ販売は不誠実

「銀行が退職金を狙って『円の定期預金金利が年率７％』などと営業している。実は半分は『3か月定期で年率７％』、残りの半分は販売手数料のかかる投資信託を買う抱き合わせ販売である。しかも、3か月定期で年利７％とは、その四分の一の1.75％分しか利息がない。残り半分の販売手数料3％の方が支払額が多い。これは顧客本位の良質なサービスの提供という趣旨に反する」（2016年11月24日：参議院財政金融委員会）
←これに対して麻生金融担当大臣から「あれは7％がずっと続くと誤解する。ぬか喜びさせる。バスケットに入っていて夢だけふくらませるのは誤解を生じさせるということを主たる目的としてやっているのであれば、これはいかがなものかということになろうか」との答弁あり。
●この質疑後、ほとんどの銀行が抱き合わせ販売をやめたが、2021年時点でみずほ銀行は依然として「６％の3か月定期と投信の抱き合わせ販売」をしている
- 上昇を続ける投信販売手数料

「（2002年の2.14％を底に上昇し続けているというモーニングスター社の資料を提示し）複雑なものが増えたから手数料が上がったという金融庁の答弁は本末転倒である。貯蓄から投資へという流れを推進するならば、手数料が安くて分かりやすい商品を丁寧に販売するよう業界は改めるべき。二重三重にリスクをとる商品や、手数料狙いの回転売買は問題である」（2016年11月24日：参議院財政金融委員会）
＊「『顧客本位の業務運営に関する原則』で投信の手数料は低下」（2020年：ニッセイ基礎研究所）
- 経営者の個人保証は外すべき

「2014年に『経営者保証に関するガイドライン』が出され、政府系金融機関では個人保証なしの融資が15％から33％に増えた。しかし、民間は12％が14％になっただけである。麻生大臣は『銀行は質屋をやっているわけではないんだから、担保を取って金を貸しているだけでは意味がない』と発言しているが、担保どころか個人保証まで取っているという状況がまだ連綿として続いている」「個人保証が足かせとなって、積極的な事業展開だけではなくて円滑な事業承継にまで影響が出ている」（2017年  4月13日：参議院財政金融委員会）
←これに対して麻生金融担当大臣から「個人保証の負担が重荷となって後継者が事業承継を断念するといったような話、個人保証がいわゆる円滑な事業承継を阻害しておるというような状況にあるという声もよく聞かれるところでありますので、こうした声を踏まえまして、後継者に当然の債務保証、保証債務を引き継がせないことなどを内容とする経営者保証に関するガイドラインというものが策定をされております。とにかくそれはずっと結構負担に、精神的な負担はもちろんですけれども、いろんな意味で負担になるんだと思っております。金融機関に対してもこれは丁寧な対応というのを私ども今後とも進めてまいりたい」との答弁あり。
＊「事業承継時の経営者保証解除に向けた総合的な対策」（中小企業庁）
＊「経営者保証に関するガイドライン」（政府広報）
- 金融サービス仲介業の手数料はあ「あらかじめ開示」すべき

「新サービスが顧客の利便性向上に寄与することを期待するが、一方で金融商品を販売する側には『高い手数料のものを売りたい』というインセンティブがある。今回の金融商品販売法の改正では『求めがあれば開示する』となっている。『あらかじめ開示する』となっていないが、果たしてそれでいいのか。顧客保護を徹底する意味でも、これはにらみが利いた形であるべき」（2020年  6月  4日：参議院財政金融委員会）

### NISAの大改革
・NISAの改革は不十分
「新しいＮＩＳＡは二階建ての設計になっていて、一階部分はつみたてＮＩＳＡ同様、けれども金額がつみたてＮＩＳＡの半分。二階部分は一階部分をやった人が行うことができるんですが、今までのＮＩＳＡが引き継がれると、こんなような形になっているんですが、やっぱりこの分かりづらさという点は、更にちょっと複雑化したのが分かりづらいということになってしまっているんではないか」「40万だと12で割り切れない（中略）毎月積み立てるんだから、それは割り切れる数字にしよう」（2020年3月10日：参議院財政金融委員会）
・自民党財務金融部会長としてNISAを大幅に拡充
政府は2024年1月にNISAを恒久化、投資枠を年360万円に拡大し、つみたてNISAの年間投資枠は120万円（従来は40万円）、一般NISAを引き継いだ「成長投資枠」は240万円（従来は120万円）となった。生涯投資枠は1800万円が上限、そのうち成長投資枠の上限は1200万円となったが、自民党の財務金融部会長として大拡充の中心的役割を果たした（2022年12月　税制改正）
・株式の投資単位引き下げを提言
「個人投資家が買いたいファーストリテイリングやソニー、オリエンタルランドは、最低投資金額が大き過ぎて手が出ない。投資単位を引き下げるべきだ」（2023年2月10日：衆議院財務金融委員会）
その後、高額株の分割によって投資単位が下がり、個人投資家の買いやすい水準になった「高額株の分割8割増、18年ぶり高水準」（2024年6月29日：日本経済新聞）。さらに、東京証券取引所は「株式の最低投資額の引き下げに向けた施策を検討する勉強会を立ち上げる」と発表した（2024年7月25日：日本経済新聞）

### 財政・金融政策一般
- 実質実効為替レートの誤解

「（前週（6/10）の衆議院財務金融委員会での実質実効為替レートに関する黒田総裁の発言が、誤って報じられた結果わずか2時間で2円も円が急騰したことを受けて）実質実効為替レートを使うエコノミストはいるが、実際にディーリングを行う人たちは全く見ていない。長期的なものを示すといっても、企業が長期の為替レートを推測するときにもこれは全く使われていない。これは金融政策を検討する際には一顧だにしないものというべきだ」（2015年  6月16日：参議院財政金融委員会）
←これに対して「この指標が開発された当時のIMFに自分は出向していて、開発した本人を偶然とはいえ知っているので『一顧だにしない』とはいいにくいが、、、」と黒田総裁が答弁したため委員会室が爆笑の渦に包まれたが、「金融政策にこれが何か非常に深い意味があるとか縁があるとか、そういうことはないという意味では全く同意見であります」と実質実効為替レートを議論する（前週、衆議院で金融の知識が不足している議員相手に議論させられた）ことが無意味であることを明言した。
- 東芝不正会計問題：明らかな異常が見抜けない監査法人

「第三者委員会が立ち上がる2日前まで東芝の顧問弁護士だった人が、その弁護士契約を解除して第三者委員会のメンバーになっている。この報告書は手ぬるい。お手盛りじゃないか。粉飾決算とか不適正と言わず『不適切』という言葉を使い、何かちょっと間違ったとか違法性はないと誤認させている。（四半期末の月にだけ、売り上げよりも利益が多く、期明けに大幅なマイナスに落ち込むという心電図のようなグラフを提示）これがおかしいと見抜けないのはおかしくないか？」 （2015年  8月  4日：参議院財政金融委員会）
←これに対して麻生財務大臣が「これはやっぱり、一番私ら商売やった経験からいって異常なのは、売上高を利益が超えているというこの下の紙（表）が一番ふざけているんですよ、これ。これがやっぱり、この程度なら俺でも監査人ができるかなとか思わないでもないぐらいなんですけれども。ちょっと正直、これは普通じゃありませんな、どう考えても。ちょっと極端過ぎるという感じが実感です」との答弁あり。
- 東芝不正会計問題：相談役・顧問の開示

「東芝の不正は、過去に多かった『会社のため、従業員のため』といったやむにやまれぬ事情ではなく、歴代トップ同士の個人的なあつれきと自己保身が主因で情状酌量の余地なし。東芝の相談役と常勤の顧問は17名。それに対して取締役の数は社外も含めて16名。顧問、相談役の方が多いとは異常である。全員が社長よりも年配のＯＢであることが、年功序列の気風が残る日本の社会において、どのような意味を持つかは想像するに難くない。この陰の取締役会は、有価証券報告書には一切開示されていない。コーポレートガバナンス・コードの基本原則『ガバナンスに係る情報等に相当するものは開示する』にのっとり、こうした影響力のある相談役そして顧問の存在というのは開示を促すべきである」（2015年  9月10日：参議院財政金融委員会）
＊2017年  8月  2日：東京証券取引所は「コーポレート・ガバナンスに関する報告書」の様式及び記載要領の一部を改訂し，「代表取締役社長等を退任した者の状況」として相談役・顧問等についての情報を開示する制度を新設した。
- 確定拠出年金が単なる節税手段に：デフォルト商品の見直しを

「（確定拠出型企業年金の6割近くが元本確保型運用となっているグラフを提示）元本確保型すなわち預貯金が非常に多い。また、今回創設された個人型のiDeCo（イデコ）には三つの税の優遇（掛金の所得控除、運用益の非課税、受給時のの控除）があることから、ほとんど利回りのない定期預金に預けただけで20％や30％で回る凄い金融商品となっている。これは『貯蓄から資産形成へ』を税制面で後押しするという趣旨からして問題である」「企業の確定拠出年金で、運用指図がなかった場合のデフォルト商品を決めている企業は6割。その95％が預金。これでは従業員に対して『もう金融市場のことは勉強しないでいいから、預金に置いておきなさい』と言っているのとほとんど同義であり資産形成に資することはない。デフォルト商品の在り方について検討すべきである」（2017年  4月13日：参議院財政金融委員会）
- 地銀の賃貸不動産向け融資が増える：何かおかしいのではないか？

「不動産向け貸出しの伸びが、２年ぶりに全産業向けの前年比を上回った。過去と比較して異常に高いというわけではないが、やはり少し伸びが顕著である。大手行は業種別の貸出先が分散しているが、地域銀行は不動産向け融資の伸びが特に高い。しかも個人や個人が設立した資産管理会社に対する賃貸不動産向け貸出しが増加している。貸家需要が堅調であるという説明だが、空き家の増加が問題となっており腑に落ちない。地方から東京圏への人口の流出が止まらず、厳しい人口減に直面している地域金融機関の不動産向け融資のリスクというのは今後顕在化する可能性高い。地域金融機関のこうした貸家等に対する貸出し、これに関する当局の問題意識は？また、依然として不動産担保に依存した融資姿勢が取られているということではないのか？」（2016年  3月10日：参議院財政金融委員会）  
←金融庁から「このビジネスモデルが本当に持続可能なのかどうかという観点から、この不動産賃貸業への貸出しが多い金融機関に対して注意深くモニタリングしていきたい」との答弁あり。
＊賃貸不動産のサブリース（レオパレス21問題）が社会問題化
＊スルガ銀行不正融資問題（シェアハウス「かぼちゃの馬車」事件）が発覚
　
- 法人実効税率：本当の税率を議論すべき

「法人実効税率という見た目の税率に政策減税、租税特別措置、企業の社会保障負担などまで加味した上での国際比較というものを財務省はするべき。見た目の税率だけの話で終わってしまうべきではない」（2016年  3月22日：参議院財政金融委員会）
- マネーロンダリング：外国人の口座売買に政府一丸となって対応を

「マネーロンダリングなど不正な金融取引をやる人間が、喉から手が出るほど欲しいのが銀行口座。ところが外国人が帰国する時に口座を売っている。地銀だったら2万円、メガは3万円、インターネットバンキングが付いていたらその倍の6万円から7万円と聞いている。『要らなくなったから売って帰る』だけなので、罪悪感がない。これは個別銀行や金融庁だけでは対応できない。法務省（出入国在留管理庁）、警察も巻き込んで省庁横断的に対応すべき」（2019年11月  7日：参議院財政金融委員会）
- キャッシュレス化1：一気に押すべき

「日本のキャッシュレス決済比率は20％程度と低い。一方、クレジットカードの一人当たり保有枚数は世界2位。決済手段は持っている。普及を進めるには一気にある程度の水準まで持ち上げることが肝要なので、6月末で終わるポイント還元事業をあと半年、もしくは来年度いっぱいまで伸ばすべきではないか」（2020年11月  7日：参議院財政金融委員会）
- キャッシュレス化2：加盟店手数料が高すぎる

「小売店がキャッシュレス決済を導入しない最大の理由は加盟店手数料が高いから。日本は他国に比べて高く、私が調べた限りでは3.5％から5％が大半。今回のポイント還元事業は3.25％という参加条件だが、６月末以降また上がってしまったのでは元の木阿弥。そうならないようにするべき」（2020年  1月31日：参議院予算委員会）
＊「中小店舗からは決済手数料の負担が重い、店舗への売上の入金サイクルが長いといった声」
（2021年：経済産業省：キャッシュレス決済の中小店舗への更なる普及促進に向けた環境整備検討会中間報告）　
- 新型コロナ対策：先手を

「感染症対策はまさに危機管理であり先手を打つことが肝要。感染症の怖さというのは、病そのものの重篤さもさることながら、非常に多くの市民が心理的打撃、特に見えない恐怖を味わうことで平穏に日常生活を送れなくなること。国民の生活を守るために、現時点において、財政支出、予備費の活用、こうしたことも検討できないか」（2020年  1月31日：参議院予算委員会）
＊「安倍首相　新型コロナ予備費も検討」（日テレnews２４」　
- 退職金課税：今の時代に合った税制に

「民間企業が長く勤めた人に報いる制度を作ることは当然である。しかし、それを税制でさらに後押しするのは如何か？最近、中高年の転職が増えているというような報道もあるが、税制が転職を思いとどまらせる大きな原因になっていると思われる。今の時代に合った税制に変えていくべきではないか」（2020年  1月31日：参議院予算委員会）
←これに対して麻生財務大臣から「いわゆる勤務期間、勤続期間が二十年以上になりますと、その控除額とか退職金額とかがいろいろと上がる。人手のない頃、あの時代にでき上がった制度、システムがそのままその形で残っているという部分の一つの大きなものだと思いますが、これが今、転職が増えたり途中入社が増えたりしている時代には正しく対応している制度ではないのではないか、税制としてということなんだと思いますので、こういった点のバランスというのはちょっと考えにゃいかぬということで、企業の退職給付のいわゆる在り方ですかね、在り方などについて、ちょっとその影響を踏まえて、ちょっとこれ検討させていただきます」と答弁あり。
- 新型コロナ対策：積極財政を

「各国当局の動きがいまいち統一感がない。この危機感が全世界で共有できているときだからこそ、日本がリーダーシップをとって、改めてＧ20の会合というものをやるべき」「今年度の予算（予備費）2700億円、さらに令和二年度の予算案（可決すれば）の予備費5000億円を積極活用すべき。本予算の審議をしているときに補正予算の話というのは、やりにくいと思うが次も考えるべき」（2020年  3月10日：参議院財政金融委員会）
- 新型コロナ対策：税金の納付期限延長を

「2月27日に国税庁から、所得税、贈与税、消費税の申告納付期限を4月16日まで延長するということが発表されたが、おおむね2週間から1か月程度延びたにすぎない。目先の資金繰りが死活問題となっている個人事業主などに関しては、納付期限をもっと大幅に延ばせば非常に有効な支援策になると思うがいかがか？」（2020年  3月10日：参議院財政金融委員会）
＊「感染者・損失企業の納税1年猶予　新型コロナで国税庁」（日本経済新聞）
- LIBOR廃止問題：グリニッジ天文台がなくなるぐらい大変な話

「あまり注目されていないが、これは大変大きな話。世界の200兆ドルの取引の金利の指標である。これがなくなるとは、（金融機関出身の）私からすると本当に天変動地みたいなことであり是非細心の目配りを」（2020年  6月  4日：参議院財政金融委員会）
＊「LIBORの恒久的な公表停止に備えた対応について」（金融庁）
＊「円ＬＩＢＯＲの代替措置導入、運用件数の半分に－金融庁・日銀調査」

### 環境問題
- 化石賞・海洋プラスチック問題

「（大臣の答弁にある通り）化石賞がつまらない賞であっても、二度と受けないようにするためにメッセージの出し方変えるという工夫が必要である。攻めのPR、攻めのアピールをすべき」「海洋国家日本の課題として海洋プラスチック問題は大きい。今の海岸漂着物処理推進法では『海岸管理者等は処理のため必要な措置を講じなければならない』とあり、周辺国、他の国から来ているごみ、内陸部から来ているごみ、そうしたごみ処理も含めて、海岸沿いの地方自治体の負担が大変重くなっている。国は積極的に関与すべきではないか」「せっかく回収したプラスチックごみの大半がまた燃やされている。リサイクルチェーンがつながっていないからである。是非つなぐ努力を」（2020年  1月31日：参議院予算委員会）

### 法務関連
- 難民審査の適正化：真の難民の迅速な保護を

「2017年の難民認定申請数は1万9000人超と過去最高。難民認定された人数は20人。メディアでは難民申請をしても審査すらしてもらえず、苦しい思いをしている人の姿などが報じられ、我が国は難民に冷たいと思っている人も少なくない。しかしエピソード・ベースではなくエビデンスに基づいて問題を認識する姿勢が重要。『借金取りに追われた』などという濫用、誤用的な申請の審査に時間を割くがゆえに、本当に必要な人に対して時間を割けないなど本末転倒。平成27年の難民認定制度運用の見直しで再申請は横ばいとなったが、新規は増え続けている。真の難民の迅速な保護に支障が生じる事態とならぬよう、さらに対処すべき」（2018年  3月22日：参議院法務委員会）
- 所有者不明土地問題：土地を持つこと根本に立ち返った議論を

「（『最後に所有権の登記がされてから50年以上経過しているものが、大都市においては6.６％。中小都市・中山間地域では26.6％。所有者死亡により相続登記が未了となっているおそれがある』との答弁をうけて）所有者不明土地問題というと森林・原野のイメージだが、大都市においても多くの土地が実質的に放棄されている。所有者が分からず、新しく真っすぐな道路が作れず蛇道になっている。また複数の者が共有する私道の補修工事をしようにも、民法の共有物の保存管理等の解釈が不明確であることから、事実上共有者全員の同意を得る運用がされているため、共有者の一部が所在不明である事案については工事を実施することができず支障が生じている。この際、国や自治体が持つ土地情報の一元化、土地所有者の情報を円滑に把握する仕組みの構築、相続登記の義務化、さらに土地所有権の放棄の容認など、登記制度、土地所有権の在り方の根本に立ち返った議論をすべきである」
「相続登記が未了となる要因の一つとして、相続登記に係る税の負担がある。相続登記の促進のためには、税負担の軽減を検討すべき」（2018年  3月22日：参議院法務委員会）
＊2018年12月  7日：「相続登記の登録免許税の免税措置について」（東京法務局）
＊2019年12月  3日：「土地所有権の放棄可能に　所有者不明対策　法制審原案」（日本経済新聞）
＊2021年  4月21日：「相続登記の義務化、24年めど　所有者不明土地法が成立」（日本経済新聞）
- 無戸籍者：人間の尊厳に関わる重大な問題

先日、親が出生届を出さなかったために無戸籍の状態になり、学校に通えず、保険証がなく病院にいけなかったという30過ぎの人の悲痛な話を聞く機会があった。通常の生活をしている限りにおいては、その人が無戸籍状態であるかどうかは第三者からは分からない。一方、カミングアウトしてもらわないと分からないのに、何らかの事情があってそれを他人に言うことができないことが問題の根本にある。DVや個人情報保護などの問題も関わってくる。従って現状の把握が大変難しいということは理解している。しかし、無戸籍の方については国民としての社会的基盤が与えられておらず、人間の尊厳にも関わる重大な問題が生じている。無戸籍であることに気づく可能性が高い市町村の現場と連絡を密にするとともに法制度、制度の運用を見直すべきである」（2018年  4月  5日：参議院法務委員会）
＊「民法の規定見直し　無戸籍ゼロにするために」（2019年  8月14日：毎日新聞）
＊「無戸籍でお困りの方へ 」（法務省HP)
　
- 人事訴訟法・家事事件手続法：親権に関する審判事件の取扱い

「国際的な要素を有する人事に関する訴え、例えば国際的な離婚や養子縁組、相続などの案件について、どのような場合に日本の裁判所が管轄権を有するのかを定める場合、本来条約によって決めるべきものなのではないか」
「家事事件手続法第三条の八よると『親権に関する審判事件などについて、子の住所、住所がない場合又は住所が知れない場合には居所が日本国内にあるときは日本の裁判所が管轄権を有する』とある。つまり。子どもの住所か居所がある場合に管轄権がある。それに対して人事訴訟法第三条の四によると『日本の裁判所が婚姻の取消し又は離婚の訴えに対して管轄権を持つ場合には、その夫婦の子の親権者の指定についての裁判に係る事件については管轄権を有する』となっている。つまり、子どもの住所の有無にかかわらず日本の裁判所が管轄権を有すると読める。家事事件手続法とこの人事訴訟法、二つの規定に矛盾があるのではないか」（2018年  4月17日：参議院法務委員会）
←「それぞれ想定されています異なる場面におきまして、子供の利益の保護を考慮して子供の親権者の指定等に管轄原因を定めたものでございまして、矛盾するものではないというふうに考えております（想定される場面が異なる）」（小野瀬厚 法務省民事局長）との答弁あり。
- 再犯防止・犯罪被害者救済：＃8103（シャープ・ハートさん）

「刑法犯認知件数のピークは平成14年は285万件。これが平成28年には100万件を下回るまでに激減した。一方、再犯率は一貫して上昇し平成28年には48.6％。ほぼ2分の1にまで来てしまった。議員立法で平成28年に再犯防止推進法を制定。昨年12月に再犯防止推進計画が閣議決定された。罪を犯した人などに対して官民一体となって息の長い支援を行い再犯を防止することが肝要。地方議会、地方公共団体の取組も非常に重要であり働きかけを続けたい。また性犯罪はその特殊性から特段の配慮が必要。児童買春や児童ポルノなどにより成長過程にある児童の心身が被る被害は大変深刻。断じて許すべきものではない。昨年8月から運用開始となった＃8103（シャープ・ハートさん）はまだ認知度が低いので広報を続けてほしい」
「犯罪によって仕事を続けられなくなった被害者や家計の柱となる人を失って残された家族などが経済的に困窮する、また社会において孤立を余儀なくされるといった犯罪による被害そのものに加えて副次的な被害に苦しめられているケースというのが多々指摘されている。平成28年4月の第三次犯罪被害者等基本計画に盛り込まれた具体的施策のうち、損害回復、経済的支援等への取組、特に犯給制度について、是非拡充を図っていただきたい」（2018年  5月24日：参議院法務委員会）
- 成年年齢引き下げ：消費者保護「不招請勧誘禁止」を

「140年の長きにわたって二十歳を成年年齢とし、大人と子供を区別してきたことが国民の間に深く定着してきているのは事実。その一方で若者を一人前の大人として処遇し、社会参加の機会を与えるという政策の方向性はしっかりと維持していくべきものである。ただし負の側面、特に『未成年者取消し権』が失われることにより18歳、19歳といった現在の未成年者の保護機能が低下する点には留意が必要。そもそも契約相手の経験不足に乗じて損害を与える取引は、被害者の年齢とは関係なく、消費者契約法に基づききちんと規制していくべきものである」
「一方、若者には若者特有の弱点があるということも事実。幼少期から、親の言うことをきちんと聞きなさい、先生や大人の言うことを聞きなさいと言われて育つことから『強く勧められると断れない人』の割合、これが15歳から19歳で明らかに高くなっている（資料提示）。強く勧められることがポイントになる商法というのは、キャッチセールスやデート商法、マルチ商法である。これらに類型に関しては、若年層を対象として『不招請勧誘の禁止』を定めるべきである」（2018年  5月31日：参議院法務委員会）
- 成年年齢引き下げ：消費者教育に実務家を（ナニワ金融道）

「18歳になる前にきちんと消費者教育・法教育が必要ということで指導要領が改訂され、消費者庁が「社会への扉」という非常に分かりやすい冊子を作って教育の現場での活用を推進していることは承知している。ただ、高校の教育現場は、どうしても受験対策に時間を取られがちである。さらには、この新しいテーマを生徒に教えるところまで『個々の教員がきちんと自分のものにできていない』などという声も聞こえている。これには若干思い当たるフシがある。1990年代に話題になった連載漫画「ナニワ金融道」で、商品先物業者に勧められるままに投資をして大損をしたのは小学校の教頭先生。揶揄する訳ではないが、私は『学校の先生は純粋な人が多いから、ああいう海千山千の営業マンに引っかかると、ひとたまりもないんだよな』と思って読んだ。あの漫画の著者も、その点を意識して小学校の教頭先生を被害者としたストーリーを描いたのではないか。つまり、あくまで推測の域を出ないが、小・中・高、大学とずっと学校という環境にあって、卒業後そのまま教員としてまた学校というある種の閉ざされた特殊な空間に入って社会人としての生活を送っているため、生々しい商取引などの現場の話に対して若干苦手意識を持っている方が教員の中には多いのではないか。したがって、消費者教育に関して教師の取組というのは当然だが、それを補完する手だてを講じるべきではないか」（2018年  5月31日：参議院法務委員会）
＊「高等学校等への消費者教育支援人材（団体）リスト 」（2020年9月1日：山口県 県民生活課消費生活センター）
＊「お金のこと、学校で学ぶ　消費者教育　外部人材が授業」（2020年4月20日：毎日新聞）　
- 配偶者居住権：高齢配偶者保護にさらに配慮を

「＜＜長く複雑な質疑なので要約＞＞長年住み慣れた家に終生住み続けることができる『配偶者居住権』の創設は大いに歓迎する。『相続財産の大半は今住んでいる家だけ』というケースは多い。そのため分割相続のために家を売ってしまい、残された高齢の配偶者が『一人になった上に住み慣れた家を離れざるをえない』『家は確保したが現金が乏しくて心細い』ということが起きていた。ただ、2点改善すべき点がある。まず、残された配偶者が若い場合、配偶者居住権の価値が計算上法定相続分を超え、ほかの相続人に超過分を払うことになる（平均余命まで24年が計算上の分水嶺：1.03の24乗）。法の趣旨からして、『計算上、法定相続分を越えても支払い義務を免除する』と定めるべきではないか。次に『所有者には配偶者に登記をさせる義務がある』とされているが、現実問題としては登記をせずに住み続けるケースが多発すると思われる。所有者不明土地問題から明らかな通り、一般の人にとって登記は当たり前のものではない。もし物件が売却されてしまった場合、未登記で居住中の老齢の配偶者は保護されず家を出ざるを得なくなる。『権利の上に眠る者は、保護に値せず』という格言もあるが、これは厳しすぎるのではないか。高齢配偶者の保護のためにということで作られる権利であることから、登記以外にも何らかの保護策、救済策を考えるべきである」（2018年  6月18日：参議院法務委員会）
- 憲法9条の改正に賛成[123]。
- 日本の環太平洋戦略的経済連携協定（TPP）参加に賛成[123]。
- 日本の核武装について「将来にわたって検討すべきではない」としている[123]。
- 楽しみは、「焼き鳥(塩と炭に拘る)」「孫と遊ぶこと」[124]

## 選挙歴
| 当落 | 選挙                     | 執行日         | 年齢 | 選挙区         | 政党       | 得票数     | 得票率 | 定数 | 得票順位 /候補者数 | 政党内比例順位 /政党当選者数 |
| ---- | ------------------------ | -------------- | ---- | -------------- | ---------- | ---------- | ------ | ---- | ------------------ | ---------------------------- |
| 落   | 2009年横浜市長選挙       | 2009年8月30日  | 45   | ――             | 無所属     | 87万4626票 | 44.06% | 1    | 2/3                | /                            |
| 当   | 第22回参議院議員通常選挙 | 2010年07月11日 | 46   | 神奈川県選挙区 | みんなの党 | 74万5143票 | 19.11% | 4    | 3/10               | /                            |
| 当   | 第24回参議院議員通常選挙 | 2016年07月10日 | 52   | 神奈川県選挙区 | 無所属     | 52万4070票 | 12.77% | 4    | 4/12               | /                            |
| 当   | 第49回衆議院議員総選挙   | 2021年10月31日 | 57   | 神奈川県第3区  | 自由民主党 | 11万9199票 | 52.54% | 1    | 1/4                | /                            |
| 当   | 第50回衆議院議員総選挙   | 2024年10月27日 | 60   | 神奈川県第3区  | 自由民主党 | 9万2125票  | 40.54% | 1    | 1/5                | /                            |